# Stellanello
Stellanello (im Ligurischen: Stenanelo) ist eine italienische Gemeinde mit 848 Einwohnern (Stand 31. Dezember 2023) in der Region Ligurien. Politisch liegt sie in der Provinz Savona.

## Geographie
Stellanello liegt im Valle Merula und gehört zu der Comunità Montana Ingauna. Von der Provinzhauptstadt Savona ist die Gemeinde circa 71 Kilometer entfernt.
Nach der italienischen Klassifizierung bezüglich seismischer Aktivität wurde die Gemeinde der Zone 3 zugeordnet. Das bedeutet, dass sich Stellanello in einer seismisch wenig aktiven Zone befindet.

## Klima
Die Gemeinde wird unter Klimakategorie D klassifiziert, da die Gradtagzahl einen Wert von 1594 besitzt. Das heißt, die in Italien gesetzlich geregelte Heizperiode liegt zwischen dem 1. November und dem 15. April für jeweils zwölf Stunden pro Tag.